# Louise Thibault
Pour les articles homonymes, voir Thibault.
Louise Thibault, née le 28 mai 1946 à Montréal, est une femme politique canadienne active au Québec.

## Biographie
Elle est députée à la Chambre des communes du Canada pour la circonscription de Rimouski-Neigette—Témiscouata—Les Basques (anciennement Rimouski-Témiscouata) de 2004 à 2008 sous la bannière du Bloc québécois.
Thibault, fonctionnaire, a brièvement été conseillère municipale du Bic en 2003 avant de se lancer en politique fédérale. Aux  élections fédérales de 2008, elle se présente comme indépendante dans sa circonscription où elle est sévèrement battue, obtenant moins de 5 % des suffrages.